# Contact High
Contact High ist eine österreichische Komödie von Michael Glawogger aus dem Jahr 2009. Es handelt sich um eine Fortsetzung des Films Nacktschnecken. Das Drehbuch schrieb Glawogger zusammen mit dem Hauptdarsteller Michael Ostrowski.

## Handlung
Der spanische Gangsterboss Carlos hat in Polen eine Tasche vergessen. Er beauftragt den Autohändler Harry damit, sie nach Wien zu bringen; dieser gibt den Auftrag an den Gauner Schorsch weiter. Schorsch ist von der Idee wenig begeistert: erstens, weil ihm der Führerschein abgenommen worden ist und zweitens, weil er lieber die Fernsehübertragung des 24-Stunden-Rennens von Le Mans anschauen will. Deshalb überträgt er die Mission an seine Bekannte Mao. Da Mao aber ihre Nichte übers Wochenende zur Beaufsichtigung hat, gibt sie den Auftrag wiederum an die glücklosen Würstelstandbetreiber „Max Durst“ und „Hans Wurst“ weiter.
Max und Hans wollen, um ihre Reisekasse zu schonen, per Anhalter nach Łódź kommen. Als dies nicht gelingt, fahren sie schließlich doch mit der Bahn. Das ist der Beginn einer Reihe unvorhergesehener Ereignisse.
Als Harry bemerkt, dass Schorsch nicht selbst nach Polen gefahren ist, zwingt er ihn, Max und Hans zu folgen. Allerdings will er sie bequemerweise nur dabei beobachten, wie sie Carlos’ Tasche sicher nach Hause bringen.
In Łódź angekommen, haben die beiden zunächst andere Sorgen als die Tasche. Als sie bei einem polnischen Fleischhauer vorbeikommen, entschließt sich Hans dazu, erst einmal polnische Würste zu kaufen. Danach geht es per Straßenbahn zum besagten Hotel und sie werden unterwegs beim Schwarzfahren erwischt. Schließlich holen sie die Tasche vom vereinbarten Ort, einem Hotel, ab. Spontan beschließen Hans und Max, sich ein Zimmer zu nehmen und am Abend in Łódź auszugehen. Als sie das Hotel verlassen, essen sie noch zwei mitgebrachte Semmeln. Diese wurden von Maos Nichte zubereitet und offenbar mit psychedelischen Pilzen belegt, da sie eine halluzinogene Wirkung haben. Max besorgt sich vor der Disco noch Ecstasy und im Laufe des Abends fangen die Pilze an zu wirken. Beide haben einen extremen Trip, auf dem sie die meisten Menschen in ihrer Umgebung so wahrnehmen, als hätten diese Hundeköpfe. Da Hans davon ausgeht, dass er keine Drogen genommen hat, aber trotzdem high ist, erklärt Max ihm das mit dem Phänomen „Contact High“ (siehe Hintergrund). In der Disco begegnen sie Gretchen, eine der wenigen Gäste ohne Hundekopf. Max beginnt mit ihr zu flirten, wird aber von Hans bald unfreiwillig zurück ins Hotel geleitet, wo der Rauschzustand der beiden noch über den nächsten Morgen hinaus anhält. Sie fahren zum Bahnhof und steigen in den falschen Zug, der sie nach Drogomyśl in die polnische Provinz bringt anstatt zurück nach Wien.
Max trifft Gretchen am Bahnhof wieder und verzehrt gemeinsam mit ihr Hasch-Cookies, die beide wieder auf einen Trip bringen. Dann kommt es zum Showdown auf einem Bauernhof, wohin Harry und Schorsch auf der Suche nach der Tasche sowie Max und Hans gefahren sind. Am Schluss sind polnische Polizisten-„Schweine“ zu sehen, die durch den Konsum von Joints, die sie im Wrack von Schorschs Ford Mustang gefunden haben, ebenfalls in einen Rauschzustand verfallen sind.

## Hintergrund
„Contact High“ ist ein Ausdruck aus der Drogenszene. Er bezeichnet die Übertragung des berauschten Zustands von einer unter Drogeneinfluss stehenden Person auf eine nüchterne.
Die Charaktere aus Contact High sind identisch mit denen im Glawogger-Film Nacktschnecken. Nach „Sex“ und „Drugs“ fehlte dann noch „Rock’n’Roll“. Der letzte Teil der Trilogie kam unter dem Titel Hotel Rock’n’Roll im August 2016 in die Kinos und trägt noch die Handschrift des im April 2014 verstorbenen Regisseurs Michael Glawogger.

## Kritik
Christoph Petersen schreibt auf filmstarts.de: „Wenn sich Quentin Tarantinos Pulp Fiction und Michel Gondrys The Science of Sleep in Wien treffen, um in Krakau gemeinsam einen Kiffen zu gehen, dann kommt Contact High dabei heraus. Michael Glawoggers psychedelische Gangster-Komödie ist ebenso selbstreferenziell wie abgedreht, wirft mit spritzigen Zitaten und hammergeilen Musikstücken um sich und macht so einfach jede Menge rosarote Laune.“
Lukas Foerster von critic.de meint: „… sein [Glawoggers] Film bleibt in erster Linie eine Drogenkomödie – eine, die leider nicht über die gesamte Länge so umwerfend komisch ist wie in den Szenen mit Georg Friedrich als Schorschi, und eine, der ein bisschen mehr Distanzierung vom pubertären Blick ihrer Hauptdarsteller auf das weibliche Geschlecht gut getan hätte.“